# STS-41-G
STS-41-G, voluit Space Transportation System-41-G, was een Spaceshuttlemissie van de NASA waarbij de Space Shuttle Challenger gebruikt werd. De Challenger werd gelanceerd op 5 oktober 1984. Dit was de dertiende Space Shuttlemissie en de zesde vlucht voor de Challenger. En was de 2e landing op KSC.

## Bemanning
- Robert L. Crippen (4), Bevelhebber
- Jon A. McBride (1), Piloot
- Kathryn D. Sullivan (1), Missie Specialist 1
- Sally K. Ride (2), Missie Specialist 2
- David C. Leestma (1), Missie Specialist 3
- Marc Garneau (1), Payload Specialist 1 - Canada
- Paul D. Scully-Power (1), Payload Specialist 2

- - Robert Thirsk, Backup Payload Specialist (niet gevlogen)

tussen haakjes staat de aantal vluchten die de astronaut gevlogen zou hebben na STS-41-G

## Missieparameters
- Massa
  - Shuttle bij lancering: 110.127 kg
  - Shuttle bij landing: 91.744 kg
  - Vracht: 10.643 kg
- Perigeum: 350 km
- Apogeum: 390 km
- Glooiingshoek: 51.7°
- omlooptijd: 92.0 min

## Hoogtepunten van de missie

### Space walk
- Leestma en Sullivan  - EVA 1
- EVA 1 Start: 11 oktober, 1984
- EVA 1 Einde: 11 oktober, 1984
- Duur: 3 uur, 29 minuten